# WST Pro Series 2021
WST Pro Series 2021 – rankingowy turniej snookerowy w sezonie 2020/2021. Rozgrywany w dniach 18 stycznia – 21 marca 2021 roku w Marshall Arena w Milton Keynes. Jest to pierwsza edycja tego turnieju.

## Nagrody

### Etap 1
- Zwycięzca – 4,000 £
- Finalista – 3,000 £
- Trzecie miejsce – 2,500 £
- Czwarte miejsce – 2,000 £
- Piąte miejsce – 1,500 £
- Szóste miejsce – 1,000 £
- Siódme miejsce – 500 £

### Etap 2
- Zwycięzca – 10,000 £
- Finalista – 7,500 £
- Trzecie miejsce – 5,000 £
- Czwarte miejsce – 4,000 £
- Piąte miejsce – 3,000 £
- Szóste miejsce – 2,000 £
- Siódme miejsce – 1,500 £
- Ósme miejsce – 1,000 £

### Etap 3
- Zwycięzca – 20,000 £
- Finalista – 10,000 £
- Trzecie miejsce – 7,500 £
- Czwarte miejsce – 5,000 £
- Piąte miejsce – 4,000 £
- Szóste miejsce – 3,000 £
- Siódme miejsce – 2,000 £
- Ósme miejsce – 1,000 £

Łączna pula nagród – 420 500 £

## Format turnieju
- Wszystkie mecze rozgrywane będzie w lepszy z 3 frejmów – mecz do dwóch wygranych frejmów.
- Kryteria klasyfikowania zawodników w grupach: większa liczba zdobytych punktów, większa liczba wygranych frejmów, mniejsza liczba przegranych frejmów, zwycięzca bezpośredniego spotkania, najwyższy break zbudowany podczas rozgrywek grupowych.
- W 16 grupie rywalizuje 8 zawodników systemem każdy z każdym. na 1 grupy i 14 mecz każdy. W 32 najlepszych awansowało do drugi etap, których zwycięzca przechodził do Drugi Etap. na 3 punktów na Zwycięzca i na 0 punktów na Przegrany mecz. Jeśli zawodnicy na remis frejm różnica zawodnik z grupy przechodzili do rozgrywek drugi etap, gdzie do rywalizacji dołączało 32 graczy. Zawodnicy zajmujący 3. to 8. miejsce w danej etapie odpadali z zawodów. System kołowy rozgrywek powtarzał się przez 4 grup.
- Po rozgrywkach w 16 grupach wyłonionych zostało 32 uczestników drugi etapie, w której rywalizacja toczyła się na podobnych zasadach, jak w poprzednich etapie. Zwycięzca 8 uczestników awansowało trzeci etapie gdzie rozgrywa na zwycięzcy został triumfatorem całego turnieju.

## Etap 1

### Grupa A
| Poz. | Zawodnik        | M | Z | P | Frejmy wygrane | Frejmy przegrane | Różnica frejmów | Pkt |
| ---- | --------------- | - | - | - | -------------- | ---------------- | --------------- | --- |
| 1    | Shaun Murphy    | 7 | 7 | 0 | 14             | 5                | +9              | 21  |
| 2    | Louis Heathcote | 7 | 5 | 2 | 12             | 7                | +5              | 15  |
| 3    | Alan McManus    | 7 | 5 | 2 | 11             | 6                | +5              | 15  |
| 4    | Xu Si           | 7 | 4 | 3 | 10             | 7                | +3              | 12  |
| 5    | Michael Holt    | 7 | 3 | 4 | 8              | 10               | -2              | 9   |
| 6    | Brian Ochoiski  | 7 | 2 | 5 | 6              | 11               | -5              | 6   |
| 7    | Ken Doherty     | 7 | 2 | 5 | 6              | 11               | -5              | 6   |
| 8    | Fraser Patrick  | 7 | 0 | 7 | 4              | 14               | -10             | 0   |

- Shaun Murphy 2-0 Brian Ochoiski
- Michael Holt 2-0 Fraser Patrick
- Alan McManus 2-0 Ken Doherty
- Louis Heathcote 2-1 Xu Si
- Shaun Murphy 2-1 Fraser Patrick
- Michael Holt 1-2 Ken Doherty
- Alan McManus 2-0 Xu Si
- Louis Heathcote 2-1 Brian Ochoiski
- Shaun Murphy 2-1 Ken Doherty
- Michael Holt 0-2 Xu Si
- Alan McManus 0-2 Louis Heathcote
- Fraser Patrick 0-2 Brian Ochoiski
- Shaun Murphy 2-1 Xu Si
- Michael Holt 2-1 Louis Heathcote
- Alan McManus 2-0 Brian Ochoiski
- Ken Doherty 2-0 Fraser Patrick
- Shaun Murphy 2-1 Louis Heathcote
- Michael Holt 1-2 Alan McManus
- Xu Si 2-1 Fraser Patrick
- Ken Doherty 1-2 Brian Ochoiski
- Shaun Murphy 2-1 Alan McManus
- Michael Holt 2-1 Brian Ochoiski
- Louis Heathcote 2-1 Fraser Patrick
- Xu Si 2-0 Ken Doherty
- Shaun Murphy 2-0 Michael Holt
- Alan McManus 2-0 Fraser Patrick
- Louis Heathcote 2-0 Ken Doherty
- Xu Si 2-0 Brian Ochoiski

### Grupa B
| Poz. | Zawodnik            | M | Z | P | Frejmy wygrane | Frejmy przegrane | Różnica frejmów | Pkt |
| ---- | ------------------- | - | - | - | -------------- | ---------------- | --------------- | --- |
| 1    | Kyren Wilson        | 7 | 5 | 2 | 12             | 5                | +7              | 15  |
| 2    | Pang Junxu          | 7 | 5 | 2 | 11             | 6                | +5              | 15  |
| 3    | Akani Songsermsawad | 7 | 5 | 2 | 10             | 5                | +5              | 15  |
| 4    | Li Hang             | 7 | 4 | 3 | 10             | 9                | +1              | 12  |
| 5    | Yuan Sijun          | 7 | 4 | 3 | 9              | 8                | +1              | 12  |
| 6    | Kacper Filipiak     | 7 | 3 | 4 | 8              | 10               | -2              | 9   |
| 7    | Fan Zhengyi         | 7 | 2 | 5 | 6              | 11               | -5              | 6   |
| 8    | Dean Young          | 7 | 0 | 7 | 2              | 14               | -12             | 0   |

- Kyren Wilson 2-1 Fan Zhengyi
- Li Hang 2-1 Dean Young
- Yuan Sijun 2-1 Kacper Filipiak
- Akani Songsermsawad 2-1 Pang Junxu
- Kyren Wilson 2-0 Dean Young
- Li Hang 1-2 Kacper Filipiak
- Yuan Sijun 1-2 Pang Junxu
- Akani Songsermsawad 2-0 Fan Zhengyi
- Kyren Wilson 2-0 Kacper Filipiak
- Li Hang 1-2 Pang Junxu
- Yuan Sijun 0-2 Akani Songsermsawad
- Dean Young 0-2 Fan Zhengyi
- Kyren Wilson 2-0 Pang Junxu
- Li Hang 0-2 Akani Songsermsawad
- Yuan Sijun 2-0 Fan Zhengyi
- Kacper Filipiak 2-1 Dean Young
- Kyren Wilson 2-0 Akani Songsermsawad
- Li Hang 2-0 Yuan Sijun
- Pang Junxu 2-0 Dean Young
- Kacper Filipiak 1-2 Fan Zhengyi
- Kyren Wilson 1-2 Yuan Sijun
- Li Hang 2-1 Fan Zhengyi
- Akani Songsermsawad 2-0 Dean Young
- Pang Junxu 2-0 Kacper Filipiak
- Kyren Wilson 1-2 Li Hang
- Yuan Sijun 2-0 Dean Young
- Akani Songsermsawad 0-2 Kacper Filipiak
- Pang Junxu 2-0 Fan Zhengyi

### Grupa C
| Poz. | Zawodnik             | M | Z | P | Frejmy wygrane | Frejmy przegrane | Różnica frejmów | Pkt |
| ---- | -------------------- | - | - | - | -------------- | ---------------- | --------------- | --- |
| 1    | Stuart Bingham       | 7 | 7 | 0 | 14             | 0                | +14             | 21  |
| 2    | Sam Craigie          | 7 | 5 | 2 | 10             | 5                | +5              | 15  |
| 3    | Chris Wakelin        | 7 | 4 | 3 | 10             | 9                | +1              | 12  |
| 4    | Jamie Clarke         | 7 | 4 | 3 | 9              | 8                | +1              | 12  |
| 5    | Scott Donaldson      | 7 | 3 | 4 | 7              | 9                | -2              | 9   |
| 6    | Ashley Carty         | 7 | 3 | 4 | 7              | 10               | -3              | 9   |
| 7    | Billy Joe Castle     | 7 | 2 | 5 | 6              | 11               | -5              | 6   |
| 8    | Jamie Curtis-Barrett | 7 | 0 | 7 | 3              | 14               | -11             | 0   |

- Stuart Bingham 2-0 Jamie Curtis-Barrett
- Scott Donaldson 2-1 Billy Joe Castle
- Sam Craigie 2-0 Ashley Carty
- Chris Wakelin 1-2 Jamie Clarke
- Stuart Bingham 2-0 Billy Joe Castle
- Scott Donaldson 0-2 Ashley Carty
- Sam Craigie 2-0 Jamie Clarke
- Chris Wakelin 2-1 Jamie Curtis-Barrett
- Stuart Bingham 2-0 Ashley Carty
- Scott Donaldson 1-2 Jamie Clarke
- Sam Craigie 2-1 Chris Wakelin
- Billy Joe Castle 2-1 Jamie Curtis-Barrett
- Stuart Bingham 2-0 Jamie Clarke
- Scott Donaldson 0-2 Chris Wakelin
- Sam Craigie 2-0 Jamie Curtis-Barrett
- Ashley Carty 0-2 Billy Joe Castle
- Stuart Bingham 2-0 Chris Wakelin
- Scott Donaldson 2-0 Sam Craigie
- Jamie Clarke 2-0 Billy Joe Castle
- Ashley Carty 2-1 Jamie Curtis-Barrett
- Stuart Bingham 2-0 Sam Craigie
- Scott Donaldson 2-0 Jamie Curtis-Barrett
- Chris Wakelin 2-1 Billy Joe Castle
- Jamie Clarke 1-2 Ashley Carty
- Stuart Bingham 2- Scott Donaldson
- Sam Craigie 2-0 Billy Joe Castle
- Chris Wakelin 2-1 Ashley Carty
- Jamie Clarke 2-0 Jamie Curtis-Barrett

### Grupa D
| Poz. | Zawodnik              | M | Z | P | Frejmy wygrane | Frejmy przegrane | Różnica frejmów | Pkt |
| ---- | --------------------- | - | - | - | -------------- | ---------------- | --------------- | --- |
| 1    | Ricky Walden          | 7 | 6 | 1 | 13             | 6                | +7              | 18  |
| 2    | Barry Hawkins         | 7 | 6 | 1 | 12             | 5                | +7              | 18  |
| 3    | Jimmy Robertson       | 7 | 4 | 3 | 10             | 6                | +4              | 12  |
| 4    | Gerard Greene         | 7 | 3 | 4 | 9              | 10               | -1              | 9   |
| 5    | Alexander Ursenbacher | 7 | 3 | 4 | 8              | 9                | -1              | 9   |
| 6    | Duane Jones           | 7 | 2 | 5 | 7              | 10               | -3              | 6   |
| 7    | Farakh Ajaib          | 7 | 2 | 5 | 6              | 12               | -6              | 6   |
| 8    | Paul Davison          | 7 | 2 | 5 | 5              | 12               | -7              | 6   |

- Barry Hawkins 2-0 Paul Davison
- Ricky Walden 2-1 Farakh Ajaib
- Jimmy Robertson 2-0 Duane Jones
- Alexander Ursenbacher 2-1 Gerard Greene
- Barry Hawkins 2-0 Farakh Ajaib
- Ricky Walden 2-1 Duane Jones
- Jimmy Robertson 0-2 Gerard Greene
- Alexander Ursenbacher 2-0 Paul Davison
- Barry Hawkins 2-0 Duane Jones
- Ricky Walden 2-0 Gerard Greene
- Jimmy Robertson 2-0 Alexander Ursenbacher
- Farakh Ajaib 2-1 Paul Davison
- Barry Hawkins 2-1 Gerard Greene
- Ricky Walden 2-1 Alexander Ursenbacher
- Jimmy Robertson 1-2 Paul Davison
- Duane Jones 1-2 Farakh Ajaib
- Barry Hawkins 2-1 Alexander Ursenbacher
- Ricky Walden 2-1 Jimmy Robertson
- Gerard Greene 2-1 Farakh Ajaib
- Duane Jones 2-0 Paul Davison
- Barry Hawkins 0-2 Jimmy Robertson
- Ricky Walden 2-0 Paul Davison
- Alexander Ursenbacher 2-0 Farakh Ajaib
- Gerard Greene 2-1 Duane Jones
- Barry Hawkins 2-1 Ricky Walden
- Jimmy Robertson 2-0 Farakh Ajaib
- Alexander Ursenbacher 0-2 Duane Jones
- Gerard Greene 1-2 Paul Davison

### Grupa E
| Poz. | Zawodnik          | M | Z | P | Frejmy wygrane | Frejmy przegrane | Różnica frejmów | Pkt |
| ---- | ----------------- | - | - | - | -------------- | ---------------- | --------------- | --- |
| 1    | Mark Selby        | 7 | 6 | 1 | 12             | 4                | +8              | 18  |
| 2    | Stuart Carrington | 7 | 5 | 2 | 11             | 5                | +6              | 15  |
| 3    | Soheil Vahedi     | 7 | 5 | 2 | 11             | 7                | +4              | 15  |
| 4    | Matthew Selt      | 7 | 4 | 3 | 11             | 7                | +4              | 12  |
| 5    | Lukas Kleckers    | 7 | 2 | 5 | 7              | 11               | -4              | 6   |
| 6    | Eden Szaraw       | 7 | 2 | 5 | 6              | 10               | -4              | 6   |
| 7    | Joe O’Connor      | 7 | 2 | 5 | 4              | 10               | -6              | 6   |
| 8    | Daniel Womersley  | 7 | 2 | 5 | 4              | 12               | -8              | 6   |

- Mark Selby 2-0 Daniel Womersley
- Matthew Selt 1-2 Lukas Kleckers
- Joe O’Connor 0-2 Soheil Vahedi
- Stuart Carrington 2-0 Eden Szaraw
- Mark Selby 2-1 Lukas Kleckers
- Matthew Selt 1-2 Soheil Vahedi
- Joe O’Connor 0-2 Eden Szaraw
- Stuart Carrington 2-0 Daniel Womersley
- Mark Selby 0-2 Soheil Vahedi
- Matthew Selt 2-0 Eden Szaraw
- Joe O’Connor 0-2 Stuart Carrington
- Lukas Kleckers 2-0 Daniel Womersley
- Mark Selby 2-0 Eden Szaraw
- Matthew Selt 2-1 Stuart Carrington
- Joe O’Connor 2-0 Daniel Womersley
- Soheil Vahedi 2-1 Lukas Kleckers
- Mark Selby 2-0 Stuart Carrington
- Matthew Selt 2-0 Joe O’Connor
- Eden Szaraw 2-0 Lukas Kleckers
- Soheil Vahedi 1-2 Daniel Womersley
- Mark Selby 2-0 Joe O’Connor
- Matthew Selt 2-0 Daniel Womersley
- Stuart Carrington 2-1 Lukas Kleckers
- Eden Szaraw 1-2 Soheil Vahedi
- Mark Selby 2-1 Matthew Selt
- Joe O’Connor 2-0 Lukas Kleckers
- Stuart Carrington 2-0 Soheil Vahedi
- Eden Szaraw 1-2 Daniel Womersley

### Grupa F
| Poz. | Zawodnik         | M | Z | P | Frejmy wygrane | Frejmy przegrane | Różnica frejmów | Pkt |
| ---- | ---------------- | - | - | - | -------------- | ---------------- | --------------- | --- |
| 1    | Ben Woollaston   | 7 | 5 | 2 | 12             | 5                | +7              | 15  |
| 2    | Fergal O’Brien   | 7 | 5 | 2 | 12             | 7                | +5              | 15  |
| 3    | Noppon Saengkham | 7 | 4 | 3 | 10             | 8                | +2              | 12  |
| 4    | Igor Figueiredo  | 7 | 4 | 3 | 9              | 8                | +1              | 12  |
| 5    | Riley Parsons    | 7 | 4 | 3 | 9              | 9                | 0               | 12  |
| 6    | Jordan Brown     | 7 | 3 | 4 | 8              | 8                | 0               | 9   |
| 7    | David Grace      | 7 | 2 | 5 | 5              | 12               | -7              | 6   |
| 8    | Robbie McGuigan  | 7 | 1 | 6 | 4              | 12               | -8              | 3   |

- Robbie McGuigan 0-2 Fergal O’Brien
- Ben Woollaston 2-0 Riley Parsons
- Noppon Saengkham 2-0 Jordan Brown
- David Grace 0-2 Igor Figueiredo
- Robbie McGuigan 0-2 Riley Parsons
- Ben Woollaston 2-0 Jordan Brown
- Noppon Saengkham 2-0 Igor Figueiredo
- David Grace 2-1 Fergal O’Brien
- Robbie McGuigan 0-2 Jordan Brown
- Ben Woollaston 1-2 Igor Figueiredo
- Noppon Saengkham 2-1 David Grace
- Riley Parsons 2-1 Fergal O’Brien
- Robbie McGuigan 0-2 Igor Figueiredo
- Ben Woollaston 2-0 David Grace
- Noppon Saengkham 1-2 Fergal O’Brien
- Jordan Brown 2-0 Riley Parsons
- Robbie McGuigan 2-0 David Grace
- Ben Woollaston 2-0 Noppon Saengkham
- Igor Figueiredo 1-2 Riley Parsons
- Jordan Brown 1-2 Fergal O’Brien
- Robbie McGuigan 1-2 Noppon Saengkham
- Ben Woollaston 1-2 Fergal O’Brien
- David Grace 2-1 Riley Parsons
- Igor Figueiredo 2-1 Jordan Brown
- Robbie McGuigan 1-2 Ben Woollaston
- Noppon Saengkham 1-2 Riley Parsons
- David Grace 0-2 Jordan Brown
- Igor Figueiredo 0-2 Fergal O’Brien

### Grupa G
| Poz. | Zawodnik         | M | Z | P | Frejmy wygrane | Frejmy przegrane | Różnica frejmów | Pkt |
| ---- | ---------------- | - | - | - | -------------- | ---------------- | --------------- | --- |
| 1    | Martin O’Donnell | 7 | 5 | 2 | 11             | 5                | +6              | 15  |
| 2    | Lu Ning          | 7 | 5 | 2 | 11             | 6                | +5              | 15  |
| 3    | Jamie O’Neill    | 7 | 4 | 3 | 10             | 7                | +3              | 12  |
| 4    | Gary Wilson      | 7 | 4 | 3 | 10             | 10               | 0               | 12  |
| 5    | Liam Highfield   | 7 | 4 | 3 | 8              | 8                | 0               | 12  |
| 6    | John Astley      | 7 | 3 | 4 | 6              | 9                | -3              | 9   |
| 7    | Zhao Jianbo      | 7 | 2 | 5 | 7              | 11               | -4              | 6   |
| 8    | Rory McLeod      | 7 | 1 | 6 | 6              | 13               | -7              | 3   |

- Gary Wilson 0-2 John Astley
- Lu Ning 2-1 Rory McLeod
- Martin O’Donnell 2-1 Zhao Jianbo
- Liam Highfield 0-2 Jamie O’Neill
- Gary Wilson 1-2 Rory McLeod
- Lu Ning 0-2 Zhao Jianbo
- Martin O’Donnell 2-0 Jamie O’Neill
- Liam Highfield 2-0 John Astley
- Gary Wilson 2-1 Zhao Jianbo
- Lu Ning 2-1 Jamie O’Neill
- Martin O’Donnell 2-0 Liam Highfield
- Rory McLeod 1-2 John Astley
- Gary Wilson 2-1 Jamie O’Neill
- Lu Ning 2-0 Liam Highfield
- Martin O’Donnell 2-0 John Astley
- Zhao Jianbo 2-1 Rory McLeod
- Gary Wilson 1-2 Liam Highfield
- Lu Ning 2-0 Martin O’Donnell
- Jamie O’Neill 2-1 Rory McLeod
- Zhao Jianbo 0-2 John Astley
- Gary Wilson – Martin O’Donnell
- Lu Ning 2-0 John Astley
- Liam Highfield 2-0 Rory McLeod
- Jamie O’Neill 2-0 Zhao Jianbo
- Gary Wilson 2-1 Lu Ning
- Martin O’Donnell 2-0 Rory McLeod
- Liam Highfield 2-1 Zhao Jianbo
- Jamie O’Neill 2-0 John Astley

### Grupa H
| Poz. | Zawodnik          | M | Z | P | Frejmy wygrane | Frejmy przegrane | Różnica frejmów | Pkt |
| ---- | ----------------- | - | - | - | -------------- | ---------------- | --------------- | --- |
| 1    | Allister Carter   | 7 | 6 | 1 | 12             | 3                | +9              | 18  |
| 2    | Mark Davis        | 7 | 5 | 2 | 10             | 4                | +6              | 15  |
| 3    | Simon Lichtenberg | 7 | 5 | 2 | 10             | 6                | +4              | 15  |
| 4    | Chang Bingyu      | 7 | 4 | 3 | 9              | 9                | 0               | 12  |
| 5    | Tian Pengfei      | 7 | 3 | 4 | 8              | 9                | -1              | 9   |
| 6    | Dylan Emery       | 7 | 3 | 4 | 8              | 11               | -3              | 9   |
| 7    | Kuldesh Johal     | 7 | 2 | 5 | 6              | 10               | -4              | 6   |
| 8    | Hamim Hussain     | 7 | 0 | 7 | 3              | 14               | -11             | 0   |

- Hamim Hussain 0-2 Kuldesh Johal
- Allister Carter 2-0 Dylan Emery
- Mark Davis 2-0 Simon Lichtenberg
- Tian Pengfei 1-2 Chang Bingyu
- Hamim Hussain 1-2 Dylan Emery
- Allister Carter 2-0 Simon Lichtenberg
- Mark Davis 2-0 Chang Bingyu
- Tian Pengfei 2-1 Kuldesh Johal
- Hamim Hussain 0-2 Simon Lichtenberg
- Allister Carter 2-0 Chang Bingyu
- Mark Davis 0-2 Tian Pengfei
- Dylan Emery 2-1 Kuldesh Johal
- Hamim Hussain 1-2 Chang Bingyu
- Allister Carter 2-0 Tian Pengfei
- Mark Davis 0-2 Kuldesh Johal
- Simon Lichtenberg 2-1 Dylan Emery
- Hamim Hussain 0-2 Tian Pengfei
- Allister Carter 0-2 Mark Davis
- Chang Bingyu 2-1 Dylan Emery
- Simon Lichtenberg 2-0 Kuldesh Johal
- Hamim Hussain 0-2 Mark Davis
- Allister Carter 2-0 Kuldesh Johal
- Tian Pengfei 1-2 Dylan Emery
- Chang Bingyu 1-2 Simon Lichtenberg
- Hamim Hussain 1-2 Allister Carter
- Mark Davis 2-0 Dylan Emery
- Tian Pengfei 0-2 Simon Lichtenberg
- Chang Bingyu 2-0 Kuldesh Johal

### Grupa I
| Poz. | Zawodnik          | M | Z | P | Frejmy wygrane | Frejmy przegrane | Różnica frejmów | Pkt |
| ---- | ----------------- | - | - | - | -------------- | ---------------- | --------------- | --- |
| 1    | Ben Hancorn       | 7 | 6 | 1 | 13             | 5                | +8              | 18  |
| 2    | Lü Haotian        | 7 | 6 | 1 | 12             | 4                | +8              | 18  |
| 3    | David Lilley      | 7 | 3 | 4 | 9              | 9                | 0               | 9   |
| 4    | Tom Ford          | 7 | 3 | 4 | 9              | 10               | -1              | 9   |
| 5    | Mark Joyce        | 7 | 3 | 4 | 7              | 9                | -2              | 9   |
| 6    | Chen Zifan        | 7 | 3 | 4 | 7              | 11               | -4              | 9   |
| 7    | Jamie Wilson      | 7 | 2 | 5 | 6              | 10               | -4              | 6   |
| 8    | Ronnie O’Sullivan | 7 | 2 | 5 | 6              | 11               | -5              | 6   |

- Ronnie O’Sullivan 2-0 Jamie Wilson
- Tom Ford 2-1 Ben Hancorn
- Lü Haotian 2-1 David Lilley
- Mark Joyce 2-0 Chen Zifan
- Ronnie O’Sullivan 1-2 Ben Hancorn
- Tom Ford 1-2 David Lilley
- Lü Haotian 2-0 Chen Zifan
- Mark Joyce 0-2 Jamie Wilson
- Ronnie O’Sullivan 0-2 David Lilley
- Tom Ford 1-2 Chen Zifan
- Lü Haotian 2-0 Mark Joyce
- Ben Hancorn 2-1 Jamie Wilson
- Ronnie O’Sullivan 1-2 Chen Zifan
- Tom Ford 0-2 Mark Joyce
- Lü Haotian 2-0 Jamie Wilson
- David Lilley 0-2 Ben Hancorn
- Ronnie O’Sullivan 2-1 Mark Joyce
- Tom Ford 1-2 Lü Haotian
- Chen Zifan 1-2 Ben Hancorn
- David Lilley 2-0 Jamie Wilson
- Ronnie O’Sullivan 0-2 Lü Haotian
- Tom Ford 2-1 Jamie Wilson
- Mark Joyce 0-2 Ben Hancorn
- Chen Zifan 2-1 David Lilley
- Ronnie O’Sullivan 0-2 Tom Ford
- Lü Haotian 0-2 Ben Hancorn
- Mark Joyce 2-1 David Lilley
- Chen Zifan 0-2 Jamie Wilson

### Grupa J
| Poz. | Zawodnik       | M | Z | P | Frejmy wygrane | Frejmy przegrane | Różnica frejmów | Pkt |
| ---- | -------------- | - | - | - | -------------- | ---------------- | --------------- | --- |
| 1    | Oliver Lines   | 7 | 6 | 1 | 12             | 4                | +8              | 18  |
| 2    | James Cahill   | 7 | 6 | 1 | 12             | 7                | +5              | 18  |
| 3    | Ian Burns      | 7 | 4 | 3 | 10             | 7                | +3              | 12  |
| 4    | David Gilbert  | 7 | 4 | 3 | 10             | 8                | +2              | 12  |
| 5    | Elliot Slessor | 7 | 4 | 3 | 9              | 9                | 0               | 12  |
| 6    | Peter Lines    | 7 | 2 | 5 | 7              | 11               | -4              | 6   |
| 7    | Martin Gould   | 7 | 1 | 6 | 5              | 12               | -7              | 3   |
| 8    | Julian Bojko   | 7 | 1 | 6 | 5              | 12               | -7              | 3   |

- David Gilbert 2-1 Julian Bojko
- Martin Gould 1-2 Oliver Lines
- Elliot Slessor 2-1 Peter Lines
- Ian Burns 1-2 James Cahill
- David Gilbert 1-2 Oliver Lines
- Martin Gould 1-2 Peter Lines
- Elliot Slessor 1-2 James Cahill
- Ian Burns 0-2 Julian Bojko
- David Gilbert 2-0 Peter Lines
- Martin Gould 0-2 James Cahill
- Elliot Slessor 2-1 Ian Burns
- Oliver Lines 2-0 Julian Bojko
- David Gilbert 1-2 James Cahill
- Martin Gould 0-2 Ian Burns
- Elliot Slessor 2-1 Julian Bojko
- Peter Lines 0-2 Oliver Lines
- David Gilbert 0-2 Ian Burns
- Martin Gould 0-2 Elliot Slessor
- James Cahill 0-2 Oliver Lines
- Peter Lines 2-0 Julian Bojko
- David Gilbert 2-0 Elliot Slessor
- Martin Gould 2-0 Julian Bojko
- Ian Burns 2-0 Oliver Lines
- James Cahill 2-1 Peter Lines
- David Gilbert 2-1 Martin Gould
- Elliot Slessor 0-2 Oliver Lines
- Ian Burns 2-1 Peter Lines
- James Cahill 2-1 Julian Bojko

### Grupa K
| Poz. | Zawodnik       | M | Z | P | Frejmy wygrane | Frejmy przegrane | Różnica frejmów | Pkt |
| ---- | -------------- | - | - | - | -------------- | ---------------- | --------------- | --- |
| 1    | Zhao Xintong   | 7 | 5 | 2 | 12             | 5                | +7              | 15  |
| 2    | Dominic Dale   | 7 | 4 | 3 | 10             | 8                | +2              | 12  |
| 3    | Andy Hicks     | 7 | 4 | 3 | 10             | 8                | +2              | 12  |
| 4    | Si Jiahui      | 7 | 3 | 4 | 8              | 8                | 0               | 9   |
| 5    | Lee Walker     | 7 | 3 | 4 | 8              | 10               | -2              | 9   |
| 6    | Peter Devlin   | 7 | 3 | 4 | 7              | 9                | -2              | 9   |
| 7    | Anthony McGill | 7 | 3 | 4 | 7              | 10               | -3              | 9   |
| 8    | Mark King      | 7 | 3 | 4 | 6              | 10               | -4              | 9   |

- Anthony McGill 2-1 Lee Walker
- Zhao Xintong 1-2 Peter Devlin
- Mark King 0-2 Si Jiahui
- Dominic Dale 2-1 Andy Hicks
- Anthony McGill 0-2 Peter Devlin
- Zhao Xintong 2-0 Si Jiahui
- Mark King 0-2 Andy Hicks
- Dominic Dale 2-0 Lee Walker
- Anthony McGill 0-2 Si Jiahui
- Zhao Xintong 1-2 Andy Hicks
- Mark King 2-1 Dominic Dale
- Peter Devlin 1-2 Lee Walker
- Anthony McGill 2-1 Andy Hicks
- Zhao Xintong 2-0 Dominic Dale
- Mark King 2-0 Lee Walker
- Si Jiahui 2-0 Peter Devlin
- Anthony McGill 2-1 Dominic Dale
- Zhao Xintong 2-0 Mark King
- Andy Hicks 2-0 Peter Devlin
- Si Jiahui 0-2 Lee Walker
- Anthony McGill 1-2 Mark King
- Zhao Xintong 2-1 Lee Walker
- Dominic Dale 2-0 Peter Devlin
- Andy Hicks 2-1 Si Jiahui
- Anthony McGill 0-2 Zhao Xintong
- Mark King 0-2 Peter Devlin
- Dominic Dale 2-1 Si Jiahui
- Andy Hicks 1-2 Lee Walker

### Grupa L
| Poz. | Zawodnik           | M | Z | P | Frejmy wygrane | Frejmy przegrane | Różnica frejmów | Pkt |
| ---- | ------------------ | - | - | - | -------------- | ---------------- | --------------- | --- |
| 1    | Luo Honghao        | 7 | 6 | 1 | 12             | 5                | +7              | 18  |
| 2    | Zhou Yuelong       | 7 | 5 | 2 | 10             | 5                | +5              | 15  |
| 3    | Mitchell Mann      | 7 | 3 | 4 | 9              | 9                | 0               | 9   |
| 4    | Ashley Hugill      | 7 | 3 | 4 | 8              | 8                | 0               | 9   |
| 5    | Leo Fernandez      | 7 | 3 | 4 | 8              | 10               | -2              | 9   |
| 6    | Anthony Hamilton   | 7 | 3 | 4 | 7              | 10               | -3              | 9   |
| 7    | Lei Peifan         | 7 | 3 | 4 | 7              | 10               | -3              | 9   |
| 8    | Thepchaiya Un-Nooh | 7 | 2 | 5 | 6              | 10               | -4              | 6   |

- Thepchaiya Un-Nooh 2-0 Leo Fernandez
- Zhou Yuelong 2-0 Ashley Hugill
- Anthony Hamilton 2-1 Lei Peifan
- Luo Honghao 2-1 Mitchell Mann
- Thepchaiya Un-Nooh 2-0 Ashley Hugill
- Zhou Yuelong 2-0 Lei Peifan
- Anthony Hamilton 2-1 Mitchell Mann
- Luo Honghao 2-1 Leo Fernandez
- Thepchaiya Un-Nooh 0-2 Lei Peifan
- Zhou Yuelong 0-2 Mitchell Mann
- Anthony Hamilton 0-2 Luo Honghao
- Ashley Hugill 1-2 Leo Fernandez
- Thepchaiya Un-Nooh 1-2 Mitchell Mann
- Zhou Yuelong 0-2 Luo Honghao
- Anthony Hamilton 0-2 Leo Fernandez
- Lei Peifan 2-1 Ashley Hugill
- Thepchaiya Un-Nooh 1-2 Luo Honghao
- Zhou Yuelong 2-1 Anthony Hamilton
- Mitchell Mann 0-2 Ashley Hugill
- Lei Peifan 2-1 Leo Fernandez
- Thepchaiya Un-Nooh 0-2 Anthony Hamilton
- Zhou Yuelong 2-0 Leo Fernandez
- Luo Honghao 0-2 Ashley Hugill
- Mitchell Mann 2-0 Lei Peifan
- Thepchaiya Un-Nooh 0-2 Zhou Yuelong
- Anthony Hamilton 0-2 Ashley Hugill
- Luo Honghao 2-0 Lei Peifan
- Mitchell Mann 1-2 Leo Fernandez

### Grupa M
| Poz. | Zawodnik        | M | Z | P | Frejmy wygrane | Frejmy przegrane | Różnica frejmów | Pkt |
| ---- | --------------- | - | - | - | -------------- | ---------------- | --------------- | --- |
| 1    | Joe Perry       | 7 | 6 | 1 | 13             | 6                | +7              | 18  |
| 2    | Xiao Guodong    | 7 | 5 | 2 | 12             | 4                | +8              | 15  |
| 3    | Matthew Stevens | 7 | 4 | 3 | 10             | 6                | +4              | 12  |
| 4    | Daniel Wells    | 7 | 4 | 3 | 9              | 8                | +1              | 12  |
| 5    | Jak Jones       | 7 | 3 | 4 | 8              | 9                | -1              | 9   |
| 6    | Rod Lawler      | 7 | 3 | 4 | 7              | 9                | -2              | 9   |
| 7    | Allan Taylor    | 7 | 3 | 4 | 6              | 9                | -3              | 9   |
| 8    | Haydon Pinhey   | 7 | 0 | 7 | 0              | 14               | -14             | 0   |

- Joe Perry 2-0 Haydon Pinhey
- Xiao Guodong 2-0 Allan Taylor
- Matthew Stevens 2-0 Rod Lawler
- Daniel Wells 2-1 Jak Jones
- Joe Perry 2-0 Allan Taylor
- Xiao Guodong 2-0 Rod Lawler
- Matthew Stevens 2-0 Jak Jones
- Daniel Wells 2-0 Haydon Pinhey
- Joe Perry 1-2 Rod Lawler
- Xiao Guodong 2-0 Jak Jones
- Matthew Stevens 2-0 Daniel Wells
- Allan Taylor 2-0 Haydon Pinhey
- Joe Perry 2-1 Jak Jones
- Xiao Guodong 1-2 Daniel Wells
- Matthew Stevens 2-0 Haydon Pinhey
- Rod Lawler 0-2 Allan Taylor
- Joe Perry 2-1 Daniel Wells
- Xiao Guodong 2-0 Matthew Stevens
- Jak Jones 2-0 Allan Taylor
- Rod Lawler 2-0 Haydon Pinhey
- Joe Perry 2-1 Matthew Stevens
- Xiao Guodong 2-0 Haydon Pinhey
- Daniel Wells 2-0 Allan Taylor
- Jak Jones 2-1 Rod Lawler
- Joe Perry 2-1 Xiao Guodong
- Matthew Stevens 1-2 Allan Taylor
- Daniel Wells 0-2 Rod Lawler
- Jak Jones 2-0 Haydon Pinhey

### Grupa N
| Poz. | Zawodnik         | M | Z | P | Frejmy wygrane | Frejmy przegrane | Różnica frejmów | Pkt |
| ---- | ---------------- | - | - | - | -------------- | ---------------- | --------------- | --- |
| 1    | Luca Brecel      | 7 | 5 | 2 | 12             | 8                | +4              | 15  |
| 2    | Jack Lisowski    | 7 | 5 | 2 | 11             | 7                | +4              | 15  |
| 3    | Andrew Higginson | 7 | 5 | 2 | 11             | 7                | +4              | 15  |
| 4    | Jackson Page     | 7 | 4 | 3 | 11             | 9                | +2              | 12  |
| 5    | Zak Surety       | 7 | 4 | 3 | 10             | 8                | +2              | 12  |
| 6    | Michael White    | 7 | 3 | 4 | 10             | 9                | +1              | 9   |
| 7    | Brandon Sargeant | 7 | 2 | 5 | 7              | 11               | -4              | 6   |
| 8    | Graeme Dott      | 7 | 0 | 7 | 1              | 14               | -13             | 0   |

- Jack Lisowski 2-1 Michael White
- Graeme Dott 0-2 Zak Surety
- Luca Brecel 1-2 Brandon Sargeant
- Andrew Higginson 1-2 Jackson Page
- Jack Lisowski 0-2 Zak Surety
- Graeme Dott 0-2 Brandon Sargeant
- Luca Brecel 2-1 Jackson Page
- Andrew Higginson 2-1 Michael White
- Jack Lisowski 2-1 Brandon Sargeant
- Graeme Dott 0-2 Jackson Page
- Luca Brecel 1-2 Andrew Higginson
- Zak Surety 2-1 Michael White
- Jack Lisowski 2-1 Jackson Page
- Graeme Dott 0-2 Andrew Higginson
- Luca Brecel 2-1 Michael White
- Brandon Sargeant 1-2 Zak Surety
- Jack Lisowski 2-0 Andrew Higginson
- Graeme Dott 1-2 Luca Brecel
- Jackson Page 2-1 Zak Surety
- Brandon Sargeant 0-2 Michael White
- Jack Lisowski 1-2 Luca Brecel
- Graeme Dott 0-2 Michael White
- Andrew Higginson 2-1 Zak Surety
- Jackson Page 2-1 Brandon Sargeant
- Jack Lisowski 2-0 Graeme Dott
- Luca Brecel 2-0 Zak Surety
- Andrew Higginson 2-0 Brandon Sargeant
- Jackson Page – Michael White

### Grupa O
| Poz. | Zawodnik         | M | Z | P | Frejmy wygrane | Frejmy przegrane | Różnica frejmów | Pkt |
| ---- | ---------------- | - | - | - | -------------- | ---------------- | --------------- | --- |
| 1    | Judd Trump       | 7 | 6 | 1 | 12             | 4                | +8              | 18  |
| 2    | Ryan Day         | 7 | 5 | 2 | 11             | 4                | +7              | 15  |
| 3    | Jamie Jones      | 7 | 5 | 2 | 10             | 7                | +3              | 15  |
| 4    | Jimmy White      | 7 | 4 | 3 | 11             | 10               | +1              | 12  |
| 5    | Steven Hallworth | 7 | 4 | 3 | 9              | 9                | 0               | 12  |
| 6    | Hossein Vafaei   | 7 | 2 | 5 | 8              | 10               | -2              | 6   |
| 7    | Barry Pinches    | 7 | 2 | 5 | 5              | 11               | -6              | 6   |
| 8    | Sean Maddocks    | 7 | 0 | 7 | 3              | 14               | -11             | 0   |

- Judd Trump 2-0 Sean Maddocks
- Hossein Vafaei 1-2 Steven Hallworth
- Ryan Day 1-2 Jimmy White
- Jamie Jones 2-0 Barry Pinches
- Judd Trump 2-1 Steven Hallworth
- Hossein Vafaei 1-2 Jimmy White
- Ryan Day 2-0 Barry Pinches
- Jamie Jones 2-1 Sean Maddocks
- Judd Trump 2-1 Jimmy White
- Hossein Vafaei 1-2 Barry Pinches
- Ryan Day 2-0 Jamie Jones
- Steven Hallworth 2-1 Sean Maddocks
- Judd Trump 2-0 Barry Pinches
- Hossein Vafaei 1-2 Jamie Jones
- Ryan Day 2-0 Sean Maddocks
- Jimmy White 1-2 Steven Hallworth
- Judd Trump 2-0 Jamie Jones
- Hossein Vafaei 0-2 Ryan Day
- Barry Pinches 0-2 Steven Hallworth
- Jimmy White 2-1 Sean Maddocks
- Judd Trump 2-0 Ryan Day
- Hossein Vafaei 2-0 Sean Maddocks
- Jamie Jones 2-0 Steven Hallworth
- Barry Pinches 1-2 Jimmy White
- Judd Trump 0-2 Hossein Vafaei
- Ryan Day 2-0 Steven Hallworth
- Jamie Jones 2-1 Jimmy White
- Barry Pinches 2-0 Sean Maddocks

### Grupa P
| Poz. | Zawodnik        | M | Z | P | Frejmy wygrane | Frejmy przegrane | Różnica frejmów | Pkt |
| ---- | --------------- | - | - | - | -------------- | ---------------- | --------------- | --- |
| 1    | Mark Williams   | 7 | 6 | 1 | 12             | 2                | +10             | 18  |
| 2    | Robert Milkins  | 7 | 6 | 1 | 12             | 3                | +9              | 18  |
| 3    | Nigel Bond      | 7 | 4 | 3 | 9              | 7                | +2              | 12  |
| 4    | Robbie Williams | 7 | 4 | 3 | 9              | 8                | +1              | 12  |
| 5    | Oliver Brown    | 7 | 4 | 3 | 8              | 8                | 0               | 12  |
| 6    | Gao Yang        | 7 | 2 | 5 | 5              | 12               | -7              | 6   |
| 7    | Alex Clenshaw   | 7 | 1 | 6 | 5              | 12               | -7              | 3   |
| 8    | Florian Nüßle   | 7 | 1 | 6 | 4              | 12               | -8              | 3   |

- Mark Williams 2-0 Oliver Brown
- Alex Clenshaw 0-2 Florian Nüßle
- Robert Milkins 2-1 Gao Yang
- Nigel Bond 2-1 Robbie Williams
- Mark Williams 2-0 Florian Nüßle
- Alex Clenshaw 1-2 Gao Yang
- Robert Milkins 2-0 Robbie Williams
- Nigel Bond 1-2 Oliver Brown
- Mark Williams 2-0 Gao Yang
- Alex Clenshaw 1-2 Robbie Williams
- Robert Milkins 0-2 Nigel Bond
- Florian Nüßle 0-2 Oliver Brown
- Mark Williams 2-0 Robbie Williams
- Alex Clenshaw 2-0 Nigel Bond
- Robert Milkins 2-0 Oliver Brown
- Gao Yang 2-1 Florian Nüßle
- Mark Williams 2-0 Nigel Bond
- Alex Clenshaw 0-2 Robert Milkins
- Robbie Williams 2-1 Florian Nüßle
- Gao Yang 0-2 Oliver Brown
- Mark Williams 0-2 Robert Milkins
- Alex Clenshaw 1-2 Oliver Brown
- Nigel Bond 2-0 Florian Nüßle
- Robbie Williams 2-0 Gao Yang
- Mark Williams 2-0 Alex Clenshaw
- Robert Milkins 2-0 Florian Nüßle
- Nigel Bond 2-0 Gao Yang
- Robbie Williams 2-0 Oliver Brown

## Etap 2

### Grupa 1
| Poz. | Zawodnik            | M | Z | P | Frejmy wygrane | Frejmy przegrane | Różnica frejmów | Pkt |
| ---- | ------------------- | - | - | - | -------------- | ---------------- | --------------- | --- |
| 1    | Allister Carter     | 7 | 6 | 1 | 12             | 4                | +8              | 18  |
| 2    | Mark Williams       | 7 | 5 | 2 | 12             | 6                | +6              | 15  |
| 3    | Akani Songsermsawad | 7 | 5 | 2 | 12             | 8                | +4              | 15  |
| 4    | Martin O’Donnell    | 7 | 5 | 2 | 11             | 6                | +5              | 15  |
| 5    | Lü Haotian          | 7 | 2 | 5 | 7              | 11               | -4              | 6   |
| 6    | Louis Heathcote     | 7 | 2 | 5 | 7              | 12               | -5              | 6   |
| 7    | James Cahill        | 7 | 2 | 5 | 5              | 11               | -6              | 6   |
| 8    | Ben Hancorn         | 7 | 1 | 6 | 4              | 12               | -8              | 3   |

- Ben Hancorn 1-2 Akani Songsermsawad
- Martin O’Donnell 2-1 James Cahill
- Mark Williams 2-1 Lü Haotian
- Allister Carter 2-0 Louis Heathcote
- Ben Hancorn 2-0 James Cahill
- Martin O’Donnell 2-0 Lü Haotian
- Mark Williams 2-1 Louis Heathcote
- Allister Carter 2-1 Akani Songsermsawad
- Ben Hancorn 0-2 Lü Haotian
- Martin O’Donnell 2-1 Louis Heathcote
- Mark Williams 2-0 Allister Carter
- James Cahill 2-1 Akani Songsermsawad
- Ben Hancorn 1-2 Louis Heathcote
- Martin O’Donnell 0-2 Allister Carter
- Mark Williams 1-2 Akani Songsermsawad
- Lü Haotian 0-2 James Cahill
- Ben Hancorn 0-2 Allister Carter
- Martin O’Donnell 2-1 Mark Williams
- Louis Heathcote 2-1 James Cahill
- Lü Haotian 1-2 Akani Songsermsawad
- Ben Hancorn 0-2 Mark Williams
- Martin O’Donnell 1-2 Akani Songsermsawad
- Allister Carter 2-0 James Cahill
- Louis Heathcote 1-2 Lü Haotian
- Ben Hancorn 0-2 Martin O’Donnell
- Mark Williams 2-0 James Cahill
- Allister Carter 2-1 Lü Haotian
- Louis Heathcote 0-2 Akani Songsermsawad

### Grupa 2
| Poz. | Zawodnik          | M | Z | P | Frejmy wygrane | Frejmy przegrane | Różnica frejmów | Pkt |
| ---- | ----------------- | - | - | - | -------------- | ---------------- | --------------- | --- |
| 1    | Kyren Wilson      | 7 | 5 | 2 | 12             | 6                | +6              | 15  |
| 2    | Xiao Guodong      | 7 | 5 | 2 | 12             | 6                | +6              | 15  |
| 3    | Ben Woollaston    | 7 | 5 | 2 | 12             | 8                | +4              | 15  |
| 4    | Stuart Carrington | 7 | 4 | 3 | 11             | 8                | +3              | 12  |
| 5    | Robert Milkins    | 7 | 3 | 4 | 9              | 11               | -2              | 9   |
| 6    | Shaun Murphy      | 7 | 3 | 4 | 7              | 10               | -3              | 9   |
| 7    | Zhao Xintong      | 7 | 2 | 5 | 7              | 12               | -5              | 6   |
| 8    | Lu Ning           | 7 | 1 | 6 | 4              | 13               | -9              | 3   |

- Zhao Xintong 2-1 Lu Ning
- Shaun Murphy 2-1 Stuart Carrington
- Kyren Wilson 2-0 Robert Milkins
- Ben Woollaston 1-2 Xiao Guodong
- Zhao Xintong 0-2 Stuart Carrington
- Shaun Murphy 1-2 Robert Milkins
- Kyren Wilson 2-1 Xiao Guodong
- Ben Woollaston 2-1 Lu Ning
- Zhao Xintong 1-2 Robert Milkins
- Shaun Murphy 0-2 Xiao Guodong
- Kyren Wilson 1-2 Ben Woollaston
- Stuart Carrington 2-0 Lu Ning
- Zhao Xintong 0-2 Xiao Guodong
- Shaun Murphy 0-2 Ben Woollaston
- Kyren Wilson 2-0 Lu Ning
- Robert Milkins 2-1 Stuart Carrington
- Zhao Xintong 1-2 Ben Woollaston
- Shaun Murphy 2-0 Lu Ning
- Xiao Guodong 1-2 Stuart Carrington
- Robert Milkins 1-2 Lu Ning
- Zhao Xintong 2-1 Kyren Wilson
- Shaun Murphy 2-0 Lu Ning
- Ben Woollaston 1-2 Stuart Carrington
- Xiao Guodong 2-1 Robert Milkins
- Zhao Xintong 1-2 Shaun Murphy
- Kyren Wilson 2-1 Stuart Carrington
- Ben Woollaston 2-1 Robert Milkins
- Xiao Guodong 2-0 Lu Ning

### Grupa 3
| Poz. | Zawodnik       | M | Z | P | Frejmy wygrane | Frejmy przegrane | Różnica frejmów | Pkt |
| ---- | -------------- | - | - | - | -------------- | ---------------- | --------------- | --- |
| 1    | Sam Craigie    | 7 | 5 | 2 | 11             | 5                | +6              | 15  |
| 2    | Jack Lisowski  | 7 | 5 | 2 | 11             | 8                | +3              | 15  |
| 3    | Barry Hawkins  | 7 | 5 | 2 | 11             | 8                | +3              | 15  |
| 4    | Luca Brecel    | 7 | 4 | 3 | 9              | 7                | +2              | 12  |
| 5    | Mark Davis     | 7 | 4 | 3 | 9              | 8                | +1              | 12  |
| 6    | Joe Perry      | 7 | 2 | 5 | 7              | 11               | -4              | 6   |
| 7    | Luo Honghao    | 7 | 2 | 5 | 7              | 11               | -4              | 6   |
| 8    | Fergal O’Brien | 7 | 1 | 6 | 5              | 12               | -7              | 3   |

- Barry Hawkins 2-0 Luca Brecel
- Joe Perry 1-2 Mark Davis
- Luo Honghao 1-2 Sam Craigie
- Jack Lisowski 2-1 Fergal O’Brien
- Barry Hawkins 2-1 Mark Davis
- Joe Perry 0-2 Sam Craigie
- Luo Honghao 2-1 Fergal O’Brien
- Jack Lisowski 2-1 Luca Brecel
- Barry Hawkins 2-1 Sam Craigie
- Joe Perry 2-0 Fergal O’Brien
- Luo Honghao 1-2 Jack Lisowski
- Mark Davis 0-2 Luca Brecel
- Barry Hawkins 2-1 Fergal O’Brien
- Joe Perry 0-2 Jack Lisowski
- Luo Honghao 0-2 Luca Brecel
- Sam Craigie 0-2 Mark Davis
- Barry Hawkins 1-2 Jack Lisowski
- Joe Perry 1-2 Luca Brecel
- Fergal O’Brien 2-0 Mark Davis
- Sam Craigie 2-0 Luca Brecel
- Barry Hawkins 0-2 Luo Honghao
- Joe Perry 1-2 Luca Brecel
- Jack Lisowski 1-2 Mark Davis
- Fergal O’Brien 0-2 Sam Craigie
- Barry Hawkins 2-1 Joe Perry
- Luo Honghao 0-2 Mark Davis
- Jack Lisowski 0-2 Sam Craigie
- Fergal O’Brien 0-2 Luca Brecel

### Grupa 4
| Poz. | Zawodnik       | M | Z | P | Frejmy wygrane | Frejmy przegrane | Różnica frejmów | Pkt |
| ---- | -------------- | - | - | - | -------------- | ---------------- | --------------- | --- |
| 1    | Judd Trump     | 7 | 6 | 1 | 12             | 6                | +6              | 18  |
| 2    | Stuart Bingham | 7 | 5 | 2 | 11             | 5                | +6              | 15  |
| 3    | Ryan Day       | 7 | 4 | 3 | 9              | 7                | +2              | 12  |
| 4    | Dominic Dale   | 7 | 4 | 3 | 8              | 9                | +1              | 12  |
| 5    | Mark Selby     | 7 | 3 | 4 | 8              | 8                | 0               | 9   |
| 6    | Zhou Yuelong   | 7 | 3 | 4 | 9              | 10               | -1              | 9   |
| 7    | Ricky Walden   | 7 | 2 | 5 | 8              | 12               | -4              | 6   |
| 8    | Oliver Lines   | 7 | 1 | 6 | 5              | 13               | -8              | 3   |

- Stuart Bingham 2-0 Ricky Walden
- Judd Trump 0-2 Dominic Dale
- Oliver Lines 0-2 Ryan Day
- Mark Selby 1-2 Zhou Yuelong
- Stuart Bingham 2-0 Dominic Dale
- Judd Trump 2-1 Ryan Day
- Oliver Lines 2-1 Zhou Yuelong
- Mark Selby 1-2 Ricky Walden
- Stuart Bingham 0-2 Ryan Day
- Judd Trump 2-0 Zhou Yuelong
- Oliver Lines 0-2 Mark Selby
- Dominic Dale 2-1 Ricky Walden
- Stuart Bingham 2-1 Zhou Yuelong
- Judd Trump 2-0 Mark Selby
- Oliver Lines 1-2 Ricky Walden
- Ryan Day 2-0 Dominic Dale
- Stuart Bingham 2-0 Mark Selby
- Judd Trump 2-1 Oliver Lines
- Zhou Yuelong 1-2 Dominic Dale
- Ryan Day 2-1 Ricky Walden
- Stuart Bingham 2-0 Oliver Lines
- Judd Trump 2-1 Ricky Walden
- Mark Selby 2-0 Dominic Dale
- Zhou Yuelong 2-0 Ryan Day
- Stuart Bingham 1-2 Judd Trump
- Oliver Lines 1-2 Dominic Dale
- Mark Selby 2-0 Ryan Day
- Zhou Yuelong 2-1 Ricky Walden

## Etap 3

### Grupa Finałowa
| Poz. | Zawodnik        | M | Z | P | Frejmy wygrane | Frejmy przegrane | Różnica frejmów | Pkt |
| ---- | --------------- | - | - | - | -------------- | ---------------- | --------------- | --- |
| 1    | Mark Williams   | 7 | 6 | 1 | 13             | 5                | +8              | 18  |
| 2    | Allister Carter | 7 | 5 | 2 | 12             | 5                | +7              | 15  |
| 3    | Sam Craigie     | 7 | 5 | 2 | 11             | 6                | +5              | 15  |
| 4    | Judd Trump      | 7 | 4 | 3 | 8              | 6                | +2              | 12  |
| 5    | Stuart Bingham  | 7 | 4 | 3 | 8              | 8                | 0               | 12  |
| 6    | Xiao Guodong    | 7 | 3 | 4 | 7              | 10               | -3              | 9   |
| 7    | Kyren Wilson    | 7 | 1 | 6 | 5              | 13               | -8              | 3   |
| 8    | Jack Lisowski   | 7 | 0 | 7 | 3              | 14               | -11             | 0   |

- Allister Carter 2-0 Stuart Bingham
- Kyren Wilson 2-1 Jack Lisowski
- Sam Craigie 2-0 Xiao Guodong
- Judd Trump 0-2 Mark Williams
- Allister Carter 2-0 Jack Lisowski
- Kyren Wilson 1-2 Xiao Guodong
- Sam Craigie 0-2 Mark Williams
- Judd Trump 2-0 Stuart Bingham
- Allister Carter 1-2 Xiao Guodong
- Kyren Wilson 1-2 Mark Williams
- Sam Craigie 2-0 Judd Trump
- Jack Lisowski 1-2 Stuart Bingham
- Allister Carter 1-2 Mark Williams
- Kyren Wilson 0-2 Judd Trump
- Sam Craigie 2-0 Stuart Bingham
- Xiao Guodong 2-0 Jack Lisowski
- Allister Carter 2-0 Judd Trump
- Kyren Wilson 1-2 Sam Craigie
- Mark Williams 2-0 Jack Lisowski
- Xiao Guodong 0-2 Stuart Bingham
- Allister Carter 2-1 Sam Craigie
- Kyren Wilson 0-2 Stuart Bingham
- Judd Trump 2-0 Jack Lisowski
- Mark Williams 2-1 Xiao Guodong
- Allister Carter 2-0 Kyren Wilson
- Sam Craigie 2-1 Jack Lisowski
- Judd Trump 2-0 Xiao Guodong
- Mark Williams 1-2 Stuart Bingham

## Brejki stupunktowe
- 147, 106  Gary Wilson
- 143, 133, 105, 101, 100  Zhao Xintong
- 143, 132, 128, 115, 112, 100  Sam Craigie
- 143, 101, 100  Jimmy Robertson
- 142, 140, 125, 116  Mark Selby
- 142, 135, 109  Joe Perry
- 142, 115, 102  Robert Milkins
- 141, 135, 130, 129, 115, 103, 101, 100  Allister Carter
- 141  Ronnie O’Sullivan
- 140  Elliot Slessor
- 140  Jimmy White
- 140  Rod Lawler
- 138  Mitchell Mann
- 137, 135, 103  Ben Woollaston
- 137, 134, 124, 117  Stuart Bingham
- 137, 120  Stuart Carrington
- 137, 110  Lü Haotian
- 136, 134, 111  Zhou Yuelong
- 136, 115, 112  Anthony McGill
- 136, 115  Yuan Sijun
- 136  Anthony Hamilton
- 135, 132, 129, 126, 113, 104, 101  Kyren Wilson
- 135  Joe O’Connor
- 134, 133, 117, 113  Fergal O’Brien
- 134  Paul Davison
- 133, 131, 105  Lu Ning
- 133  Ashley Hugill
- 132, 117, 108, 100  Alexander Ursenbacher
- 132, 105  Barry Hawkins
- 129  Ricky Walden
- 128, 121, 118, 116, 116, 101, 100  Judd Trump
- 127, 126, 123, 104  Xiao Guodong
- 127  Florian Nüßle
- 126  Tian Pengfei
- 125, 107  Jamie Jones
- 124, 116  Martin O’Donnell
- 122  Jackson Page
- 122  Nigel Bond
- 121, 116, 107, 106, 104  Shaun Murphy
- 121  Chen Zifan
- 120, 102  Luca Brecel
- 120  Oliver Lines
- 119, 100  Igor Figueiredo
- 113, 101  Chris Wakelin
- 113  Louis Heathcote
- 111  Alan McManus
- 111  Jak Jones
- 111  Noppon Saengkham
- 110  Brian Ochoiski
- 108, 102, 101  Mark Williams
- 107, 105  Michael Holt
- 107, 101  Zhao Jianbo
- 107  Xu Si
- 106  Dylan Emery
- 106, 103, 102  Jack Lisowski
- 105  Jamie Clarke
- 105  Jordan Brown
- 104, 102  Allan Taylor
- 103  Kacper Filipiak
- 102  David Gilbert
- 102  Mark Davis
- 102  Steven Hallworth
- 101, 100  Ryan Day
- 101  Andrew Higginson
- 101  Li Hang
- 100  Riley Parsons
- 100  Simon Lichtenberg